# Joppécourt
Joppécourt est une commune française située dans le département de Meurthe-et-Moselle, en Lorraine, dans la région administrative Grand Est.

## Géographie
| Bazailles    | Ville-au-Montois | Fillières     |
|              | Joppécourt       | Serrouville   |
| Mercy-le-Bas |                  | Mercy-le-haut |

## Toponymie
- Jopecourt en 1759, Jopéco en lorrain[réf. nécessaire].
- D'un nom de personne germanique Joppo ou Deotpolt + -court « domaine rural », formation germano-romane (Ch. Rostaing) fréquente dans l'Est de la France[réf. nécessaire].

## Histoire
En 1817, Joppécourt, village de l'ancienne province du Barrois sur la Crusnes avait pour annexes la ferme de Martin-Fontaine et le moulin de Barnawé. À cette époque, il y avait 342 habitants répartis dans 66 maisons.

## Population et société

### Démographie
L'évolution du nombre d'habitants est connue à travers les recensements de la population effectués dans la commune depuis 1793. Pour les communes de moins de 10 000 habitants, une enquête de recensement portant sur toute la population est réalisée tous les cinq ans, les populations de référence des années intermédiaires étant quant à elles estimées par interpolation ou extrapolation. Pour la commune, le premier recensement exhaustif entrant dans le cadre du nouveau dispositif a été réalisé en 2005.

En 2022, la commune comptait 154 habitants, en évolution de −2,53 % par rapport à 2016 (Meurthe-et-Moselle : −0,13 %, France hors Mayotte : +2,11 %).
| 1793 | 1800 | 1806 | 1821 | 1836 | 1841 | 1861 | 1866 | 1872 |
| ---- | ---- | ---- | ---- | ---- | ---- | ---- | ---- | ---- |
| 296  | 288  | 344  | 300  | 382  | 375  | 355  | 339  | 321  |

| 1876 | 1881 | 1886 | 1891 | 1896 | 1901 | 1906 | 1911 | 1921 |
| ---- | ---- | ---- | ---- | ---- | ---- | ---- | ---- | ---- |
| 303  | 289  | 276  | 264  | 275  | 268  | 257  | 235  | 214  |

| 1926 | 1931 | 1936 | 1946 | 1954 | 1962 | 1968 | 1975 | 1982 |
| ---- | ---- | ---- | ---- | ---- | ---- | ---- | ---- | ---- |
| 211  | 236  | 211  | 179  | 197  | 215  | 184  | 161  | 110  |

| 1990 | 1999 | 2005 | 2006 | 2010 | 2015 | 2020 | 2022 | - |
| ---- | ---- | ---- | ---- | ---- | ---- | ---- | ---- | - |
| 124  | 139  | 136  | 136  | 145  | 161  | 161  | 154  | - |

## Culture locale et patrimoine

### Lieux et monuments
- Présence, gallo-romaine.
- Château fort de Mercy, détruit en 1681. Situé en bordure du plateau dominant la Crusnes, construit au XIVe siècle pour les comtes de Mercy, en forme d'enceinte de plan rectangulaire (délimitée au nord et au sud par un large fossé), il n'en subsiste plus aujourd'hui qu'une butte des vestiges de courtines les traces du logis et une tour circulaire.
- Moulin de Barnawé, situé CD 27, construit : première moitié du XIXe siècle.
- Église paroissiale Saint-Martin, parties constituantes : cimetière ; monument sépulcral ; ossuaire ; croix monumentale, reconstruite en 1842 ; en remplacement d'une église du XVIe ou  XVIIe siècle détruite. Elle abritait une statue en bois polychrome représentant un christ aux liens aujourd'hui au Musée lorrain[10].
- Ancien ossuaire objet d'une inscription au titre des monuments historiques par arrêté du 23 novembre 1987[11].
- Presbytère, parties constituantes : puits, construit : XVIIIe siècle.

### Personnalités liées à la commune
- Franz von Mercy officier au service de la Ligue catholique pendant la guerre de Trente Ans.
- Claude Florimond de Mercy.

### Héraldique
| Blason de Joppécourt | Blason  | De gueules à la bande ondée d'argent accostée de deux alérions du même posés en bande, au franc-quartier d'or chargé d'une croix d'azur. |
| Blason de Joppécourt | Détails | Le statut officiel du blason reste à déterminer.                                                                                         |

### Hydrographie

#### Réseau hydrographique
La commune est dans le bassin versant de la Meuse au sein du bassin Rhin-Meuse. Elle est drainée par la Crusnes,.
La Crusnes, d'une longueur de 32 km, prend sa source dans la commune de Errouville et se jette  dans la Chiers à Longuyon, après avoir traversé douze communes. 

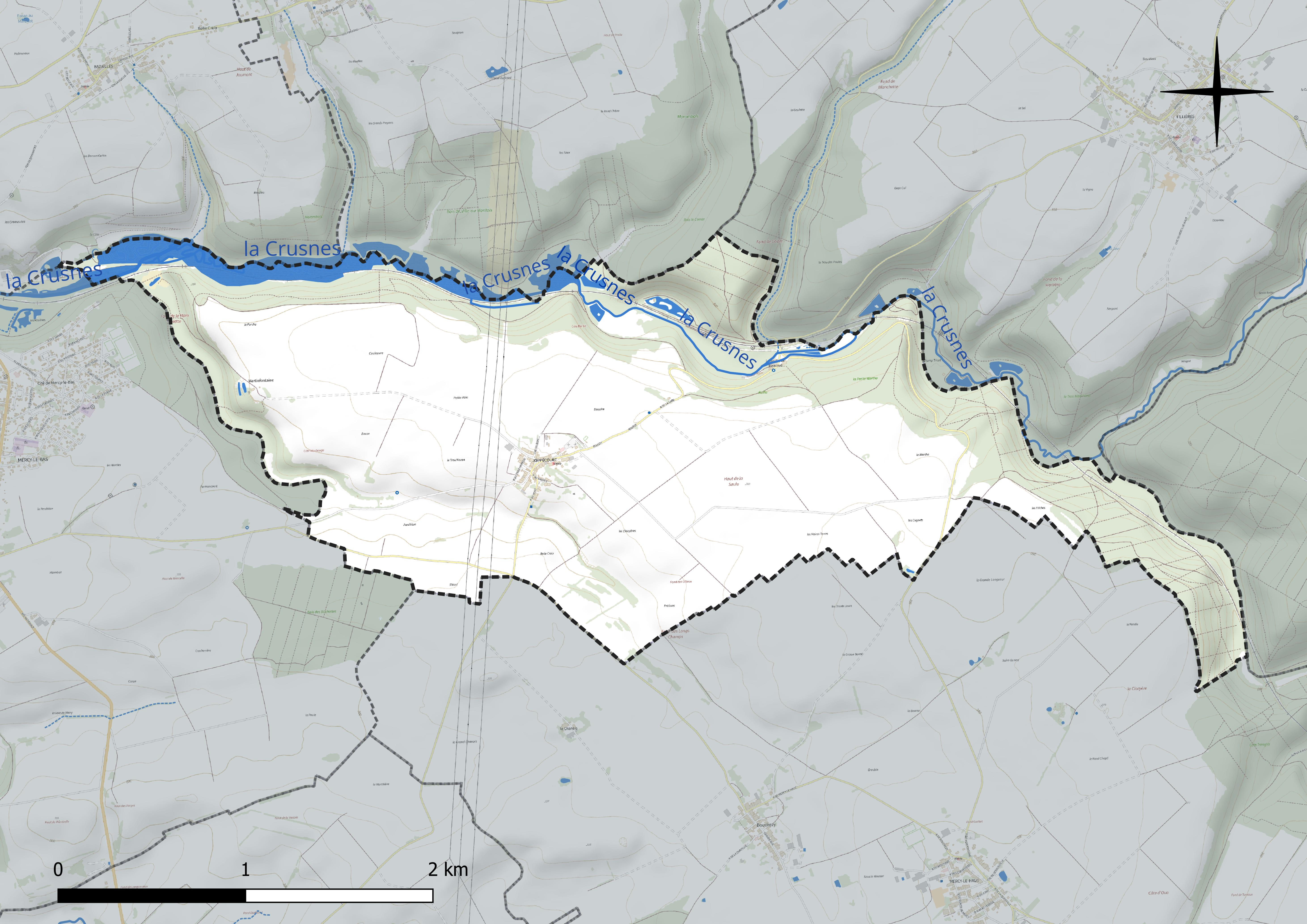
Réseau hydrographique de Joppécourt.

#### Gestion et qualité des eaux
Le territoire communal est couvert par le schéma d'aménagement et de gestion des eaux (SAGE) « Bassin ferrifère ». Ce document de planification concerne le périmètre des anciennes galeries des mines de fer, des aquifères et des bassins versants hydrographiques associés qui s’étend sur 2 418 km2. Les bassins versants concernés sont celui de la Chiers en amont de la confluence avec l'Othain, et ses affluents (la Crusnes, la Pienne, l'Othain), celui de l'Orne et ses affluents et celui de la Fensch, le Veymerange, la Kiesel et les parties françaises du bassin versant de l'Alzette et de ses affluents (Kaylbach, ruisseau de Volmerange). Il a été approuvé le 27 mars 2015. La structure porteuse de l'élaboration et de la mise en œuvre est la région Grand Est. 
La qualité des cours d’eau peut être consultée sur un site dédié géré par les agences de l’eau et l’Agence française pour la biodiversité. 

### Climat
Pour des articles plus généraux, voir Climat du Grand Est et Climat de Meurthe-et-Moselle.
En 2010, le climat de la commune est de type climat de montagne, selon une étude du Centre national de la recherche scientifique s'appuyant sur une série de données couvrant la période 1971-2000. En 2020, Météo-France publie une typologie des climats de la France métropolitaine dans laquelle la commune est exposée à un climat semi-continental et est dans la région climatique  Lorraine, plateau de Langres, Morvan, caractérisée par un hiver rude (1,5 °C), des vents modérés et des brouillards fréquents en automne et hiver. 
Pour la période 1971-2000, la température annuelle moyenne est de 9,3 °C, avec une amplitude thermique annuelle de 16,2 °C. Le cumul annuel moyen de précipitations est de 881 mm, avec 13,2 jours de précipitations en janvier et 9,5 jours en juillet. Pour la période 1991-2020, la température moyenne annuelle observée sur la station météorologique de Météo-France la plus proche, « Villette », sur la commune de Villette à 20 km à vol d'oiseau, est de 10,1 °C et le cumul annuel moyen de précipitations est de 909,4 mm. 
La température maximale relevée sur cette station est de 39 °C, atteinte le 25 juillet 2019 ; la température minimale est de −14,8 °C, atteinte le 20 décembre 2009,,. 
Les paramètres climatiques de la commune ont été estimés pour le milieu du siècle (2041-2070) selon différents scénarios d'émission de gaz à effet de serre à partir des nouvelles projections climatiques de référence DRIAS-2020. Ils sont consultables sur un site dédié publié par Météo-France en novembre 2022.

## Urbanisme

### Typologie
Au 1er janvier 2024, Joppécourt est catégorisée commune rurale à habitat dispersé, selon la nouvelle grille communale de densité à sept niveaux définie par l'Insee en 2022.
Elle est située hors unité urbaine et hors attraction des villes,.

### Typologie[Quoi ?]
Joppécourt est une commune rurale, car elle fait partie des communes peu ou très peu denses, au sens de la grille communale de densité de l'Insee,,,. La commune est en outre hors attraction des villes,.

### Occupation des sols
L'occupation des sols de la commune, telle qu'elle ressort de la base de données européenne d’occupation biophysique des sols Corine Land Cover (CLC), est marquée par l'importance des territoires agricoles (63,3 % en 2018), en diminution par rapport à 1990 (64,2 %). La répartition détaillée en 2018 est la suivante : 
terres arables (61 %), forêts (36,7 %), prairies (2,3 %). L'évolution de l’occupation des sols de la commune et de ses infrastructures peut être observée sur les différentes représentations cartographiques du territoire : la carte de Cassini (XVIIIe siècle), la carte d'état-major (1820-1866) et les cartes ou photos aériennes de l'IGN pour la période actuelle (1950 à aujourd'hui).

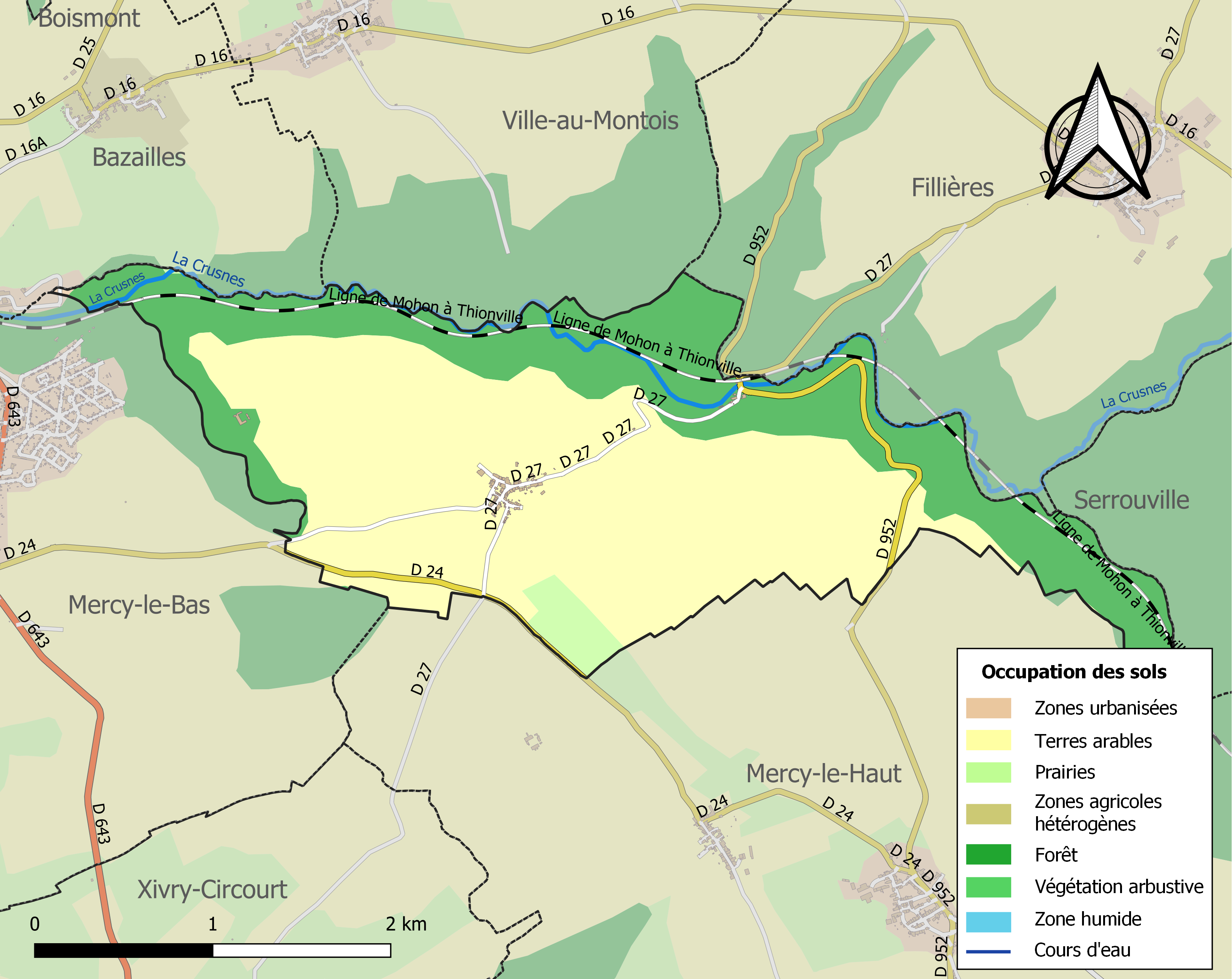
Carte des infrastructures et de l'occupation des sols de la commune en 2018 (CLC).